# Bembla
Bembla (بنبلة) è una municipalità della Tunisia, facente parte del Governatorato di Monastir.
Conta 13.400 abitanti.